# Liste der Baudenkmale in Ihlienworth
In der Liste der Baudenkmale in Ihlienworth sind alle Baudenkmale der niedersächsischen Gemeinde Ihlienworth im Landkreis Cuxhaven aufgelistet. Der Stand der Liste ist der 23. Dezember 2023. Die Quelle der Baudenkmale ist der niedersächsische Denkmalatlas.

## Ihlienworth
| Lage                                         | Bezeichnung                   | Beschreibung | ID       | Bild           |
| -------------------------------------------- | ----------------------------- | --- | -------- | -------------- |
| Am Schöpfwerk 2 53° 44′ 42″ N, 8° 55′ 9″ O   | Schöpfwerk                    | Backsteinbau von 1928 mit zwei traufseitigen Anbauten nach Norden und mittigen turmartigen Dachaufbau | 31271195 | Weitere Bilder |
| Dreihausendorf 3 53° 44′ 34″ N, 8° 55′ 22″ O | Wohn-/ Wirtschaftsgebäude     | Backsteinbau nach Art eines Zweiständerhauses von 1884 | 31271132 |                |
| Dreihausendorf 3 53° 44′ 35″ N, 8° 55′ 23″ O | Stall                         | Backsteinbau mit hohem Drempel von um 1890 | 31271155 |                |
| Hauptstraße 7 53° 44′ 22″ N, 8° 55′ 1″ O     | St. Willehad                  | Saalkirche aus Feldstein unter Satteldach in Hohlpfannendeckung; mit eingezogenem quadratischem Chor unter abgewalmtem Dach in Hohlpfannendeckung, erbaut Anfang des 13. Jh. Mit zwei mittigen Zugängen an den Langseiten und Portal im Chor. Rundbogenfenster 1785 vergrößert. Reparaturen der Wand in Zement durch Ritzungen auf 1877 und 1894 datiert, die Westwand und Teile der Ostwand des Langhauses in dieser Zeit neu in Backstein errichtet. Im Inneren Raumabschluss durch Balkendecke aus dem 17. Jh., die in der Mitte des Schiffs durch einen auf Holzstützen ruhenden Unterzug abgestützt wird. Ein niedriger Rundbogen leitet vom Schiff zum Chor über. Ausstattung: Flügelaltar aus der Mitte des 15. Jh.; Kanzel mit Schalldeckel 1668 wohl von J. Heidtmann; Taufstein mit Holzdeckel 1717; zwei Emporen mit Schnitzwerk und Gemälden, die westliche von 1699, die nördliche von 1704; Kniebänke von 1642 und 1647; Gemeindegestühl mit geschnitzten Wangen aus dem 17. Jh. und von 1741; im Chor zwei Priechen, die südliche von 1665; Orgelprospekt um 1730. Bemalung der Balkendecke und Stützen mit Familienwappen von Reinhold Ebeling, Hannover, 1904 nach alten Mustern weitgehend erneuert. | 31271308 | Weitere Bilder |
| Hauptstraße 7 53° 44′ 23″ N, 8° 55′ 0″ O     | St. Willehad (Kirchhof)       | Kirchhof auf einer Wurt, die St. Willehadkirche umgebend. Zahlreiche Grabplatten des 16. bis 18. Jh. erhalten. | 31271217 | Weitere Bilder |
| Hauptstraße 7 53° 44′ 22″ N, 8° 55′ 4″ O     | St. Willehad (Feldsteinmauer) | Einfriedung des Friedhofes durch eine Feldsteinmauer, die ihn im Osten begrenzt. | 31271241 | BW             |
| Hauptstraße 7 53° 44′ 23″ N, 8° 55′ 4″ O     | St. Willehad (Totentreppe)    | Breite Aufgangstreppe zum Kirch- und Friedhof aus Feldsteinstufen, direkt am Ufer des Flusses Medem. | 31271262 |                |
| Mislag 21 53° 43′ 3″ N, 8° 55′ 45″ O         | Wohn-/ Wirtschaftsgebäude     | Fachwerkbau aus der zweiten Hälfte des 19. Jh. | 31271513 | BW             |
| Mislag 21 53° 43′ 3″ N, 8° 55′ 45″ O         | Scheune                       | | 31271536 | BW             |
| Osterstraße 2 53° 44′ 19″ N, 8° 55′ 7″ O     | Wohnhaus                      | Großer zweigeschossiger Backsteinbau über quadratischem Grundriss und unter flachgeneigtem Pyramidendach. Mit symmetrisch gestalteten Fassaden mit Schmuck in Backsteinziersetzung. Eingang in Ostfassade in übergiebelten Mittelrisalit, rundbogige und segmentbogenförmige Öffnungen, weiterer Mittelrisalit an Westfassade. Erbaut 1875 für ortsansässigen Kaufmann. | 31271333 | Weitere Bilder |
| Siedenteil 22 53° 43′ 58″ N, 8° 57′ 5″ O     | Altenteil                     | | 31271557 | BW             |

## Medemstade
| Lage                                      | Bezeichnung               | Beschreibung                                                                                                  | ID       | Bild |
| ----------------------------------------- | ------------------------- | --- | -------- | ---- |
| Medemstade 51 53° 42′ 26″ N, 8° 52′ 50″ O | Wohn-/ Wirtschaftsgebäude | Zweiständer-Hallenhaus in Fachwerk von 1856                                                                   | 31271355 | BW   |
| Medemstade 51 53° 42′ 26″ N, 8° 52′ 50″ O | Backhaus                  | Backsteinbau zeitgleich zum Haupthaus erbaut.                                                                 | 31271380 | BW   |
| Medemstade 55 53° 42′ 55″ N, 8° 52′ 48″ O | Wohn-/ Wirtschaftsgebäude | Zweiständer-Hallenhaus mit Wirtschaftsteil in Fachwerk und Wohnteil in Backsteinmauerwerk von 1835 bzw. 1852. | 31271403 | BW   |
| Medemstade 55 53° 42′ 55″ N, 8° 52′ 49″ O | Scheune                   | LGefügebau, senkrecht verbrettert; mit massivem Stallteil, vom Ende des 19. Jh.                               | 31271428 | BW   |
| Medemstade 55 53° 42′ 54″ N, 8° 52′ 46″ O | Nebengebäude              | Massivbau mit Satteldach                                                                                      | 31271470 | BW   |